# Фоконне, Тибо
Тибо Фоконне (фр. Thibault Fauconnet ; род. 23 апреля 1985) — французский шорт-трекист, двукратный чемпион Европы (2007, 2012) и 8-кратный призёр чемпионата Европы; шестнадцатикратный призёр этапов Кубка мира по шорт-треку сезонов 2006/2007, 2008/2009, 2009/2010, 2010/2011, 2013/2014 и 2016/2017. Участник зимних Олимпийских игр 2010, 2014 и 2018 годов.

## Спортивная карьера
Тибо Фоконне родился в Дижоне и с детства катался на коньках. Его родители, видя желание сына заниматься профессионально, отдали его в спортивную школу в 1992 году, когда ему было уже 7 лет. Тренировался на базе клуба «Speedy on Ice Dijon Bourgogne». В национальной сборной за его подготовку отвечал — Людовик Матьё. Параллельно с шорт-треком Фоконне занимался роликобежным спортом и в 2017 году представлял Францию на Кубке мира.
С 2000 года Фоконне выигрывал чемпионаты Франции в разных категориях юниоров и в 2003 году попал в состав национальной сборной. Первую медаль на соревнованиях международного уровня Фоконне выиграл в 2003 году на чемпионате Европы, проходившем в Санкт-Петербурге. В эстафете на 5000 м французские конькобежцы с результатом 7.13,842 (+13,53) финишировали третьими, уступив соперникам из Великобритании (7.10,708 — 2-е место) и Италии (7.00,303 — 1-е место).
Уже через год на юниорском чемпионате мира в Пекине вместе с командой занял 2-е место в эстафете и 13-е место в многоборье. В 2005 году он стал чемпионом Франции в мужском дивизионе и до 2014 года семь раз выигрывал национальные элитные чемпионаты. В январе 2006 года Тибо завоевал бронзовую медаль в беге на 1000 м и серебряную в эстафете на чемпионате Европы в Крынице-Здруй, где занял 8-е место в общем зачёте. 
Ещё через год на очередном чемпионате Европы в Шеффилде он выиграл золотую медаль на дистанции 500 м и занял 4-е места в эстафете и личном зачёте многоборья. После бронзы в эстафете на чемпионате Европы в Вентспилсе в 2008 году Фоконне участвовал на чемпионате мира в Канныне и занял там 6-е место в беге на 500 м, а в Вене через год остался на 7-м месте на той же дистанции.
Сезон 2009/10 годов прошёл для Фоконне успешно. В ноябре 2009 года он занял 2-е место на дистанции 500 м в Маркетте, уже в январе 2010 года на чемпионате Европы в Дрездене выиграл три серебра, в том числе в многоборье. В феврале впервые дебютировал на зимних Олимпийских играх в Ванкувере и там поднялся на 14-е место в беге на 1000 м, 13-е на 500 м и 5-е место в эстафете.
После чемпионате мира в Софии, где он дважды занял 5-е место на дистанциях 1000 и 1500 м, в пробе его крови были обнаружены следы запрещенного вещества — туаминогептана. Согласно его личным показаниям и показаниям врачей французской команды, это вещество входило в состав препарата для борьбы с насморком, который был принят уже после завершения соревнований. Своим решением Французская федерация ледовых видов спорта отстранила Фоконне от участия в соревнованиях, признав, что его врач выдал спортсмену препарат, не имея разрешение на его применение. Решение вступило в силу в октябре 2011 года и включало запрет на участие в каких-либо соревнованиях под эгидой Международного союза конькобежцев сроком на 18 месяцев. Фоконне обжаловал это решение в апелляционном порядке, и Спортивный арбитражный суд (CAS) временно снял запрет в ноябре 2011 года, что позволило спортсмену участвовать в соревнованиях сезона 2011/12 года. Однако в мае 2012 года CAS вынес решение, согласно которому первоначальное решение Французской федерации ледовых видов спорта оставалось в силе, а также аннулировал результаты спортсмена с декабря 2010 года.
В 2010 году Тибо переехал из Дижона в национальную тренировочную базу в Фон-Ромё с единственной целью подготовиться к олимпиаде в Сочи. В сезоне 2010/11 годов на Кубке мира он дважды был первым и вторым на дистанции 1000 м, а в беге на 500 м по одному разу занял 1-е, 2-е и 3-е места. В январе 2011 года он был знаменосцем Франции на зимней Универсиаде в Эрзуруме, где выиграл золотую медаль на дистанции 500 м и бронзовую в эстафете.
В 2012 году Фоконне выиграл свои последние медали на международной арене на чемпионате Европы в Млада-Болеславе. На дистанции 1000 м он выиграл золото и в многоборье стал бронзовым призёром. В 2014 году на зимних Олимпийских играх в Сочи на дистанции 1500 м занял 18-е место, на 1000 м - 30-е место и на 500 м занял 26-е место. На чемпионатах мира он был 13-м в 2014 году и 23-м в 2015 году.
Зимой 2015 года Фоконне заявил о завершении карьеры, но уже осенью 2016 года вернулся на Кубок мира в Калгари, где занял на первом этапе 7-е место в беге на 1000 м и 6-е в эстафете. В Солт-Лейк-Сити он занял 3-е место в беге на 1000 м, а в феврале 2017 года на дистанции 1000 м в Дрездене выиграл золото и серебро в Минске.
На зимних Олимпийских играх 2018, третьих в своей карьере, Тибо Фоконне был заявлен для участия в забеге на 500, 1000 и 1500 м. 10 февраля 2018 года в ледовом зале «Кёнпхо» он завершил забег на 1500 м среди мужчин с результатом 2.12,049. В итоговом зачёте Фоконне занял 7-е место По-мнению французской стороны падение Фоконне в этом забеге было вызвано тем, что на одном из поворотов его подрезал южнокорейский соперник — Лим Хё Джун. 17 февраля 2018 года в ледовом зале «Кёнпхо» с результатом 1.24,344 он финишировал третьим в четвертьфинальном забеге на 1000 м третей группы и, таким образом, завершил дальнейшую борьбу за медали. В итоговом зачёте Фоконне занял 12-е место. 20 февраля 2018 года в ледовом зале «Кёнпхо» после падения с результатом 1.04,756 он финишировал четвёртым в первом квалификационном забеге на 500 м и, таким образом, завершил дальнейшую борьбу за медали. В итоговом зачёте Фоконне занял 27-е место.
В ноябре 2018 года на Кубке мира в Солт-Лейк-Сити он выиграл серебряную медаль в беге на 1000 м. На чемпионате Европы в Дордрехте Тибо занял 4-е место на дистанции 1000 м и 9-е место в многоборье. В марте 2019 года на чемпионате мира в Софии он занял 11-е место в беге на 1000 м и 22-е на 500 м. В сезоне 2019/20 годов, который завершился в марте из-за пандемии коронавируса Фоконне вернулся в Фон-Ромё из США, где тренировался с американской сборной, чтобы заняться ремонтом дома.

## Личная жизнь
Тибо Фоконне имеет два высших образования: первое, по специальности «сельскохозяйственные исследования» и второе, «спортивный менеджмент», он получил в Университете Перпиньян — Виа Домитьа в Перпиньяне.